# Піщана змія
Піщана змія (Psammophis) — рід змій родини піщаних змій (Psammophiidae). Умовно отруйні змії (реальної небезпеки для людини, як правило, не становлять). Описано 36 видів.

## Опис
Загальна довжина досягає 2,2 м, звичніші екземпляри розміром 1-1,3 м. Голова вузька, загострена, слабко відмежована від шиї. Тулуб довгий. Очі великі, зіниці круглі. Лобовий щиток довгий й вузький. Верхня поверхня голови вкрита великими симетричними щитками. Луска гладенька з 1 апікальною порою. Навколо середини тулуба є 17 лусок. Підхвостові щитки розташовані у 2 рядки. Черевних щитків — 160—210, підхвостових — 70-100 пар. Верхньощелепні зуби розрізняються за своєю довжиною: 10-13 зубів, з яких середній найбільший, в задній частині верхньої щелепи 1-2 великих зуба з борозенкою, відокремлених від ряду дрібних зубів беззубим проміжком. За цією ознакою піщаних змій відносять до заднеборознистих отруйних змій.
У забарвленні верхньої сторони тулуба переважають сіро-жовті, коричневі і палеві кольори. Нерідко по тілу проходить рядок темних смуг. Черево світле у темних цяточках.

## Спосіб життя
Полюбляють відкриті аридні місцини з рідким чагарником, піщані пустелі. Активні вдень. Харчуються дрібними хребетними.
Це яйцекладні змії. Самиці відкладають 3-20 витягнутих яєць.

## Розповсюдження
Мешкають у Африці, Західній, Південній, Південно-Східній Азії.

## Види
- Psammophis aegyptius Marx, 1958
- Psammophis afroccidentalis Trape, Böhme, & Mediannikov, 2019
- Psammophis angolensis (Bocage, 1872)
- Psammophis ansorgii Boulenger, 1905
- Psammophis biseriatus W. Peters, 1881
- Psammophis brevirostris W. Peters, 1881
- Psammophis condanarus (Merrem, 1820)
- Psammophis cornusafricae Šmíd, Fernández, Elmi & Mazuch, 2023
- Psammophis crucifer (Daudin, 1803)
- Psammophis elegans (Shaw, 1802)
- Psammophis indochinensis M.A. Smith, 1943
- Psammophis jallae Peracca, 1896
- Psammophis leightoni Boulenger, 1902
- Psammophis leithii Günther, 1869
- Psammophis leopardinus Bocage, 1887
- Psammophis lineatus (A.M.C. Duméril, Bibron & A.H.A. Duméril, 1854)
- Psammophis lineolatus (Brandt, 1838)
- Psammophis longifrons Boulenger, 1896
- Psammophis mossambicus W. Peters, 1882
- Psammophis notostictus W. Peters, 1867
- Psammophis orientalis Broadley, 1977
- Psammophis phillipsii (Hallowell, 1844)
- Psammophis praeornatus (Schlegel, 1837)
- Psammophis pulcher Boulenger, 1895
- Psammophis punctulatus A.M.C. Duméril, Bibron & A.H.A. Duméril, 1854
- Psammophis rukwae Broadley, 1966
- Psammophis schokari (Forskål, 1775)
- Psammophis sibilans (Linnaeus, 1758)
- Psammophis subtaeniatus W. Peters, 1882
- Psammophis sudanensis F. Werner, 1919
- Psammophis tanganicus Loveridge, 1940
- Psammophis trigrammus Günther, 1865
- Psammophis turpanensis Chen, Liu, Cai, Li, Wu, & Guo, 2021
- Psammophis zambiensis Hughes, 2002

Викопні види
- †Psammophis odysseus Georgalis, Szyndlar, 2022